# ホティン要塞

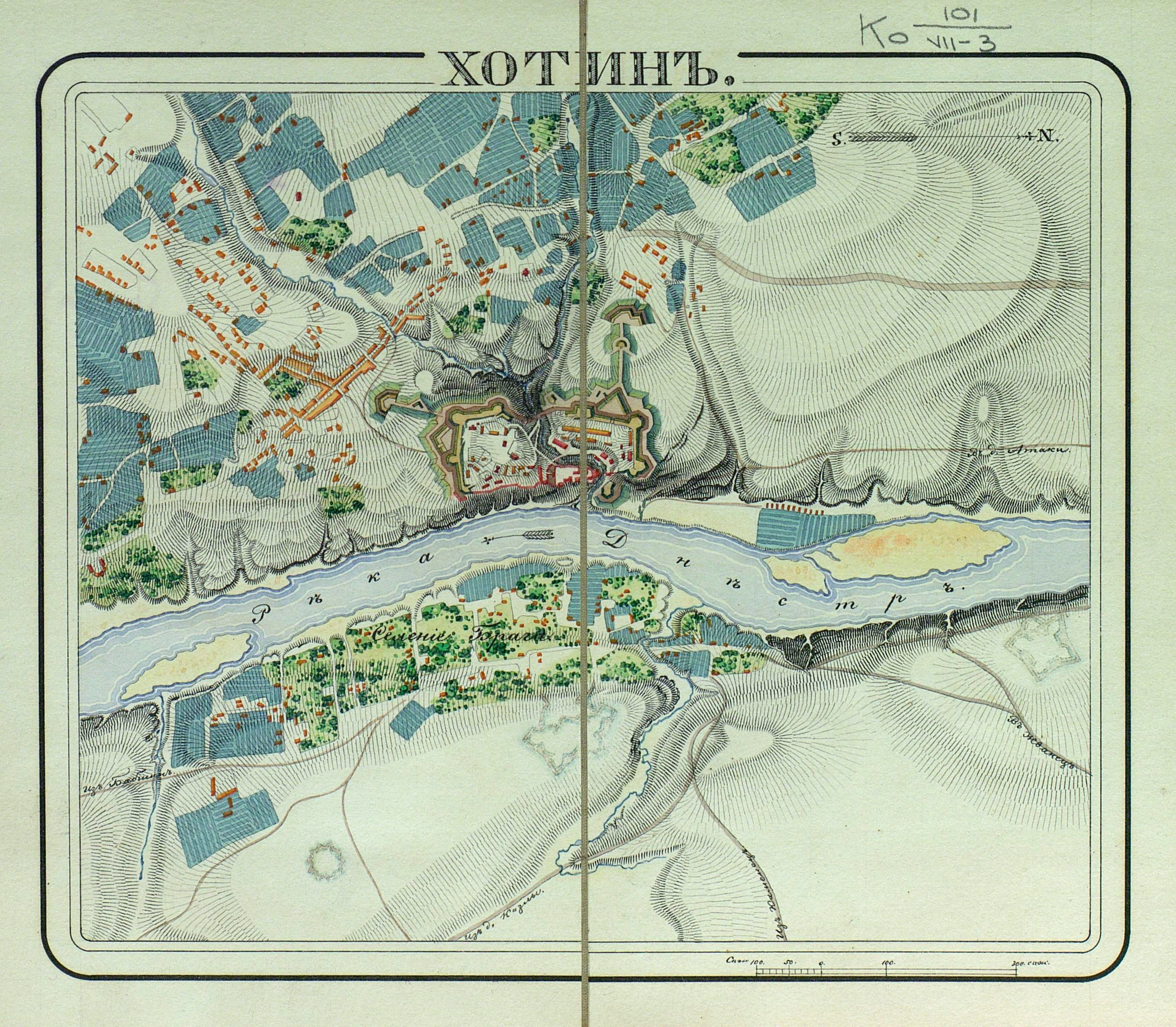
ホティン要塞の平面図

ホティン要塞（ホティンようさい・宇: Хотинська фортеця）は、ウクライナのチェルニウツィー地方に位置する中世の要塞であり、13世紀から18世紀の変わり目にかけて、モルダビア公国のムシャト族の治世中にロシア人の入植地として存在した。ドニエストル川右岸に位置するこの要塞は、当時の東ヨーロッパで最も強力な要塞の一つであり、アレクサンドル1世の時代にはモルダビアの重要な防衛および交易の拠点だった。14世紀に作成されたロシアの遠くと近くの都市のリストには、ホティンがドニエストル川の要塞として記載されている。キエフ大公国とガリシア＝ヴォリン公国の衰退後、ホティン要塞はモルダヴィア公国、ポーランド王国、オスマン帝国、ロシア帝国など、多くの国家団体の支配下に置かれた。19世紀には、その戦略的重要性を失い、1856年に軍事目的としては廃止された。1960年代に、要塞建物群は建築記念碑に指定された。2000年10月12日、ホティン要塞州立歴史建築保護区が設立された。ホティン要塞は「ウクライナの七名所」の一つとして認められている。

## 語源
要塞の名前は、その周囲に発展した都市ホティンと密接に関係している。一部の研究者は、この地名が古代ウクライナの命名習慣により動詞の「望む」から来ているという説を支持している。美しく豊かな統治は、古代の入植者にとって望むべきものであった。また、この地名を叙事詩に登場するの英雄、ホティン・ブルードヴィチの名前と結び付ける人もいる。

## 歴史

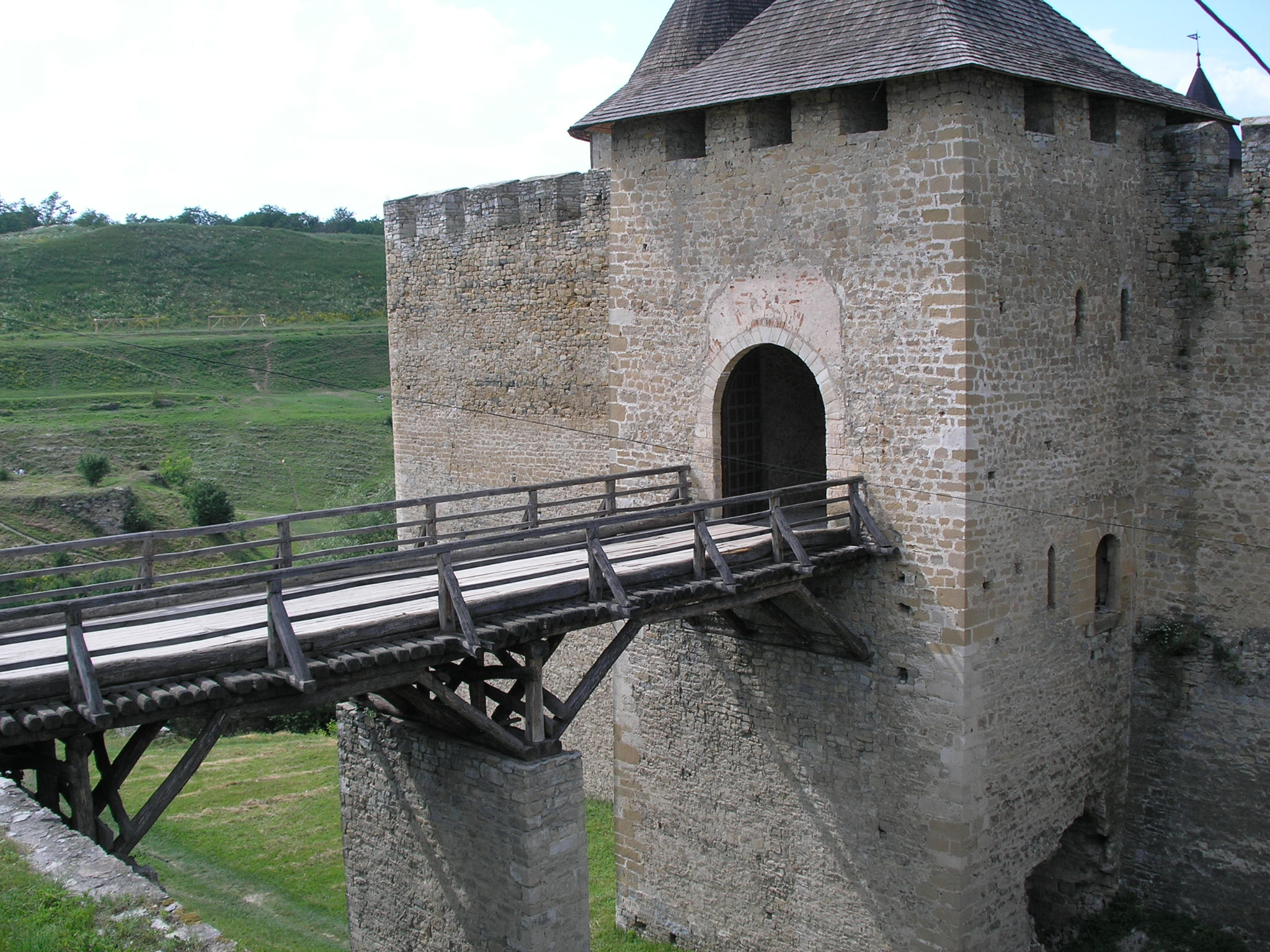
南棟

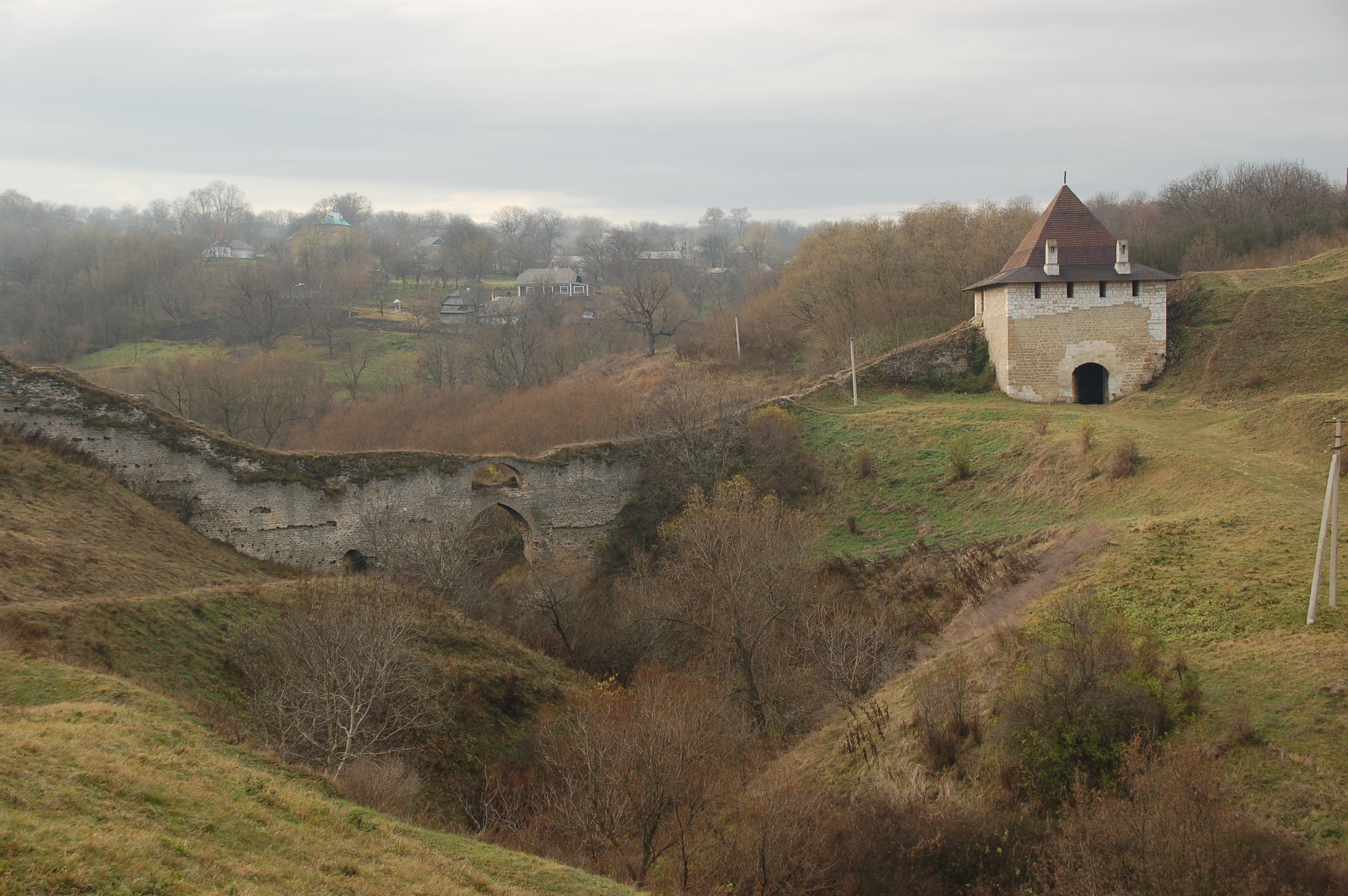
ヤスカ門

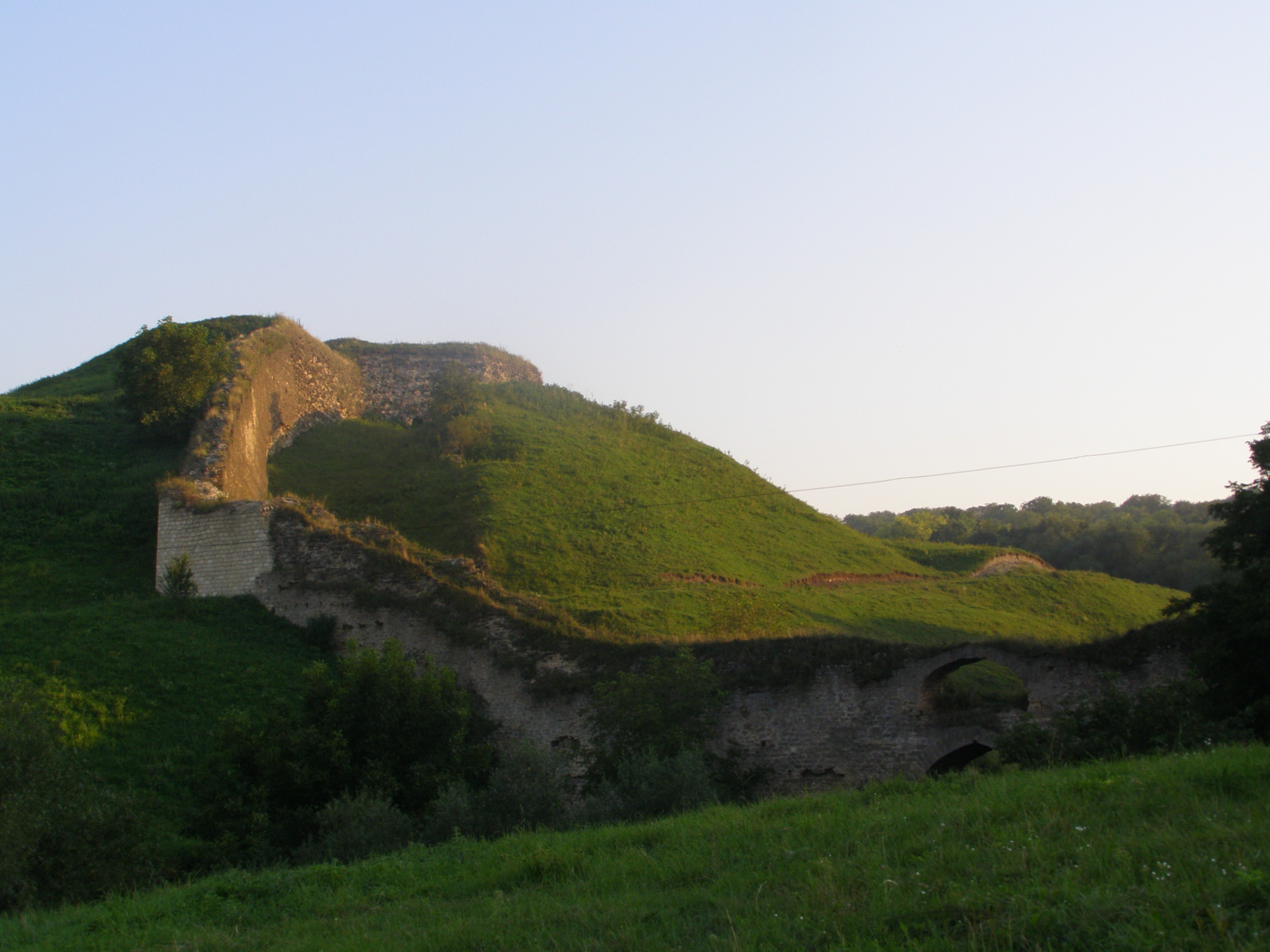
城壁跡

### ドニエストル川のホティン
最初の石造りの城と今日存在する城塞の建設時期に関する記録はない。当初、それはスラブ人によって建てられた小さな木造の要塞で、その遺構が考古学的発掘中に発見された。遺物は、8～9世紀に崖の多いドニエストル川岬に単純な木製の要塞を備えた子城が存在したことを示している。ヴォロディミール・スヴャトスラヴィチ王子の遠征と、白人クロアチア人とティベリア人の土地がキエフ・ルーシに併合された後、キエフ大公の権力と住居の中心地として、10世紀と11世紀に国境となったこの地域に新しい要塞が建設され始めた。将来の城塞となる都市に、木製の障壁と岩だらけの岬を横切って掘られた溝を備えた土の城壁という形で、最初の信頼できる要塞が現れたのはこの時期だった。これらの要塞はドニエストル川の航路を守り、地元住民を保護し、征服者による襲撃を阻止した。歴史書の記述によれば、当時のホティンはキエフ大公国の南西国境の防衛線の一部だったという。
11世紀から13世紀にかけて、ホティンの集落とその周辺は、テレボヴリ公国とハールィチ公国、およびハールィチ・ヴォルィーニ大公国の一部であった。交易路としてのドニエストル川の発展と、その岸にある他のルーシの要塞化集落により、河畔が保護された。
ホティン要塞の最初の石造りの要塞は、ダニーロ・ハリツキー王がモンゴルの侵略から守るために古い要塞を強化し、新しい要塞を建設した1240年代から1250年代の変わり目に出現したと考えられている。別の説では、それは1259年以降に起こったというもので、モンゴル帝国のダヌィーロ・ロマーノヴィチとヴァスィーリコ・ロマーノヴィチの要請により、彼らはガリシア・ヴォルィーニ公国のすべての防衛施設を破壊することを余儀なくされたというものである。後に建てられたものもある。要塞壁の最も古い部分から採取された建設用モルタルの分析により、11～12世紀のキエフ・ツェミャンコフ（壊れたレンガがかなり混合された石灰）のモルタルとの類似性が示された。これは、最初の石垣がさらに早い時期、ガリシア・ヴォルィーニ公国とハンガリー王国の間の軍事紛争が止まらなかった12世紀から13世紀前半に現れた可能性があることを示している。
古代の石造りの城塞の範囲は、現代の要塞の庭の北部（現在は北塔から司令官の宮殿の壁まで）に位置していた。最初の要塞は面積が2ヘクタール以下と小さく、城壁と幅6メートルの準三角形の堀で囲まれていました。東側のカーテンウォールの厚みに隠された壁の残骸だけが遺っている。おそらく、主な防御構造は、現在の四角形の北塔の場所にある塔だった。それは擁壁に組み込まれた塔である可能性もあり、後に長さ約30メートルの壁が追加され中庭を形成した別のキープである可能性もある。
ブルーウォーターの戦いでオルゲルド王子率いるリトアニア・ロシア連合軍がタタール人に勝利した後、要塞は同盟者であるモルダビアのウクライナ総督に引き継がれ、彼らは計画的にホティン要塞を増築し強化し、モルダビア公国の六大要塞のうちの一つとなる。ホティン要塞の考古学調査では、13世紀の石垣の遺跡から、同世紀前半の大量の宝物が発見された。

### ホティン地区の中心
12世紀の終わりから、ガリシア＝ヴォリン公国の南部に半自治の地位を有する土地が形成され始めた。モンゴルの侵攻後、ガリシア＝ヴォリンの土地との関係は弱まり、それが14世紀初頭に実際の分離につながり、ジョチ・ウルスの優位性が認められるようになった。14世紀半ばには、ガリシア＝ヴォリン公国の衰退が始まり、1349年にはポーランド王国がガリシア＝ヴォリン公国を占領した。同時に、モルダビア川流域の土地にウクライナ人とヴラフ人の新しい国家、モルダビア公国が形成され、ガリシア公国の南の国境に、シピンスカが現れた。これは、ポーランド王国、ハンガリー王国、モルダビア公国の激しい闘争があったためだ。
ヤン・ドゥウゴシュは、1359年にカジミェシュ3世のモルダビア遠征に関連してシピンスクの土地を記録に残してい、おおよその境界は1412年の憲章に記載されているとおりであった。1375年から1391年にかけてのドラゴ＝サス家の支配を経て、1377年の秋にピョートル1世ムシャトがフメリフ、ホティン、チェチュンの要塞を含むシピンスクをモルダビア公国領に加えた。「昔、モルドバ全土は下部、上部、ベッサラビアの3つの部分に分かれていました」とディミトリー・カンテミルが語った通り、モルダビア公国は歴史的に3つの国で構成されていました。下部、上部、そして、ベッサラビアはケルメネツ地域、ノヴォセリツキー地域の一部、チェルニウツィー地域のソキリアン地区およびホティン地区にまたがり、ノヴォセリツァからレニ市、そしてそこからドナウ川の河口（オデッサ地域の南部）まで広がっていた。ホティン要塞はホティン地区の中心であり、長老によって自治がなされていた。

### モルダビア公国の一部として

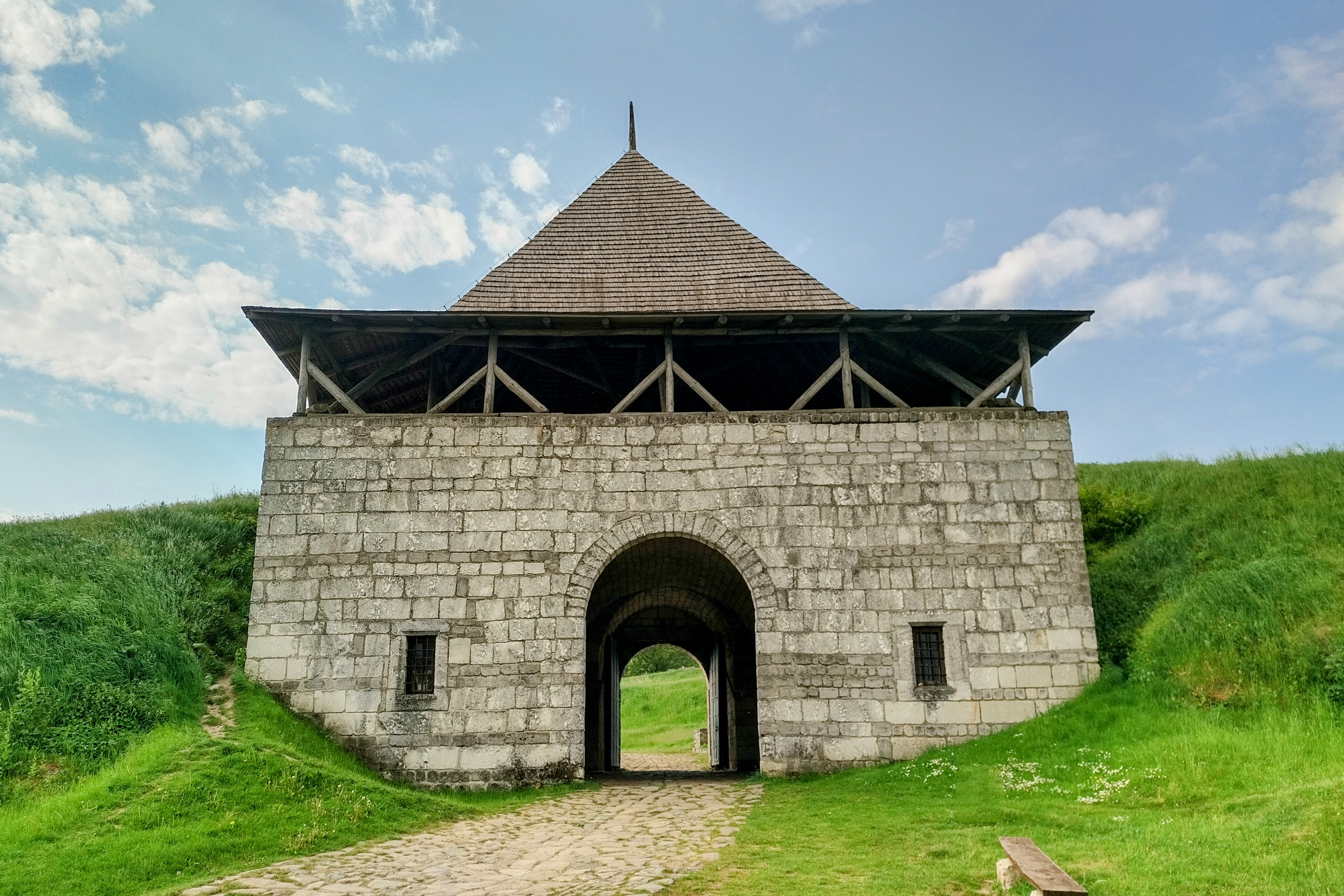
ベンダー門

1340年代にホティンはハンガリー王国のモルダビア地域の一部となり、1375年以降は独立したモルダビア公国の一部となったため、その時から要塞はモルダビアの所有者によって建設されました。総督でモルダビアの国民的英雄であるシュテファン3世は、要塞を大幅に拡張した。幅5〜6メートル、高さ40メートルの幾何学的な装飾で飾られた壁、五つの塔が建てられ、要塞の中庭のレベルは10メートル高くされ、王子の中庭と戦士の中庭に分かれていた。食料を保管するために深い地下室が掘られた。この増築の後、ホティン要塞は、城壁の南側のプリャスロと、18世紀初頭にトルコ人によって建てられた木橋のある南（入口）門を除いて、ほぼ完全に現在の外観が完成した。14世紀から16世紀にかけて、ここはモルダビアの統治者たちの住居でもあった。ウクライナの国家体制がモルドバで最も長く続いたのは、このような強力な石造りの要塞の存在のおかげである。
1476年、この要塞はオスマン帝国の君主メフメト2世による攻撃を撃退した。しかし、15世紀と16世紀の変わり目に、モルドバ公国はオスマン帝国の封臣となり、ホティン要塞にはイェニチェリの駐屯地が置かれ、要塞の防御能力をさらに強化した。

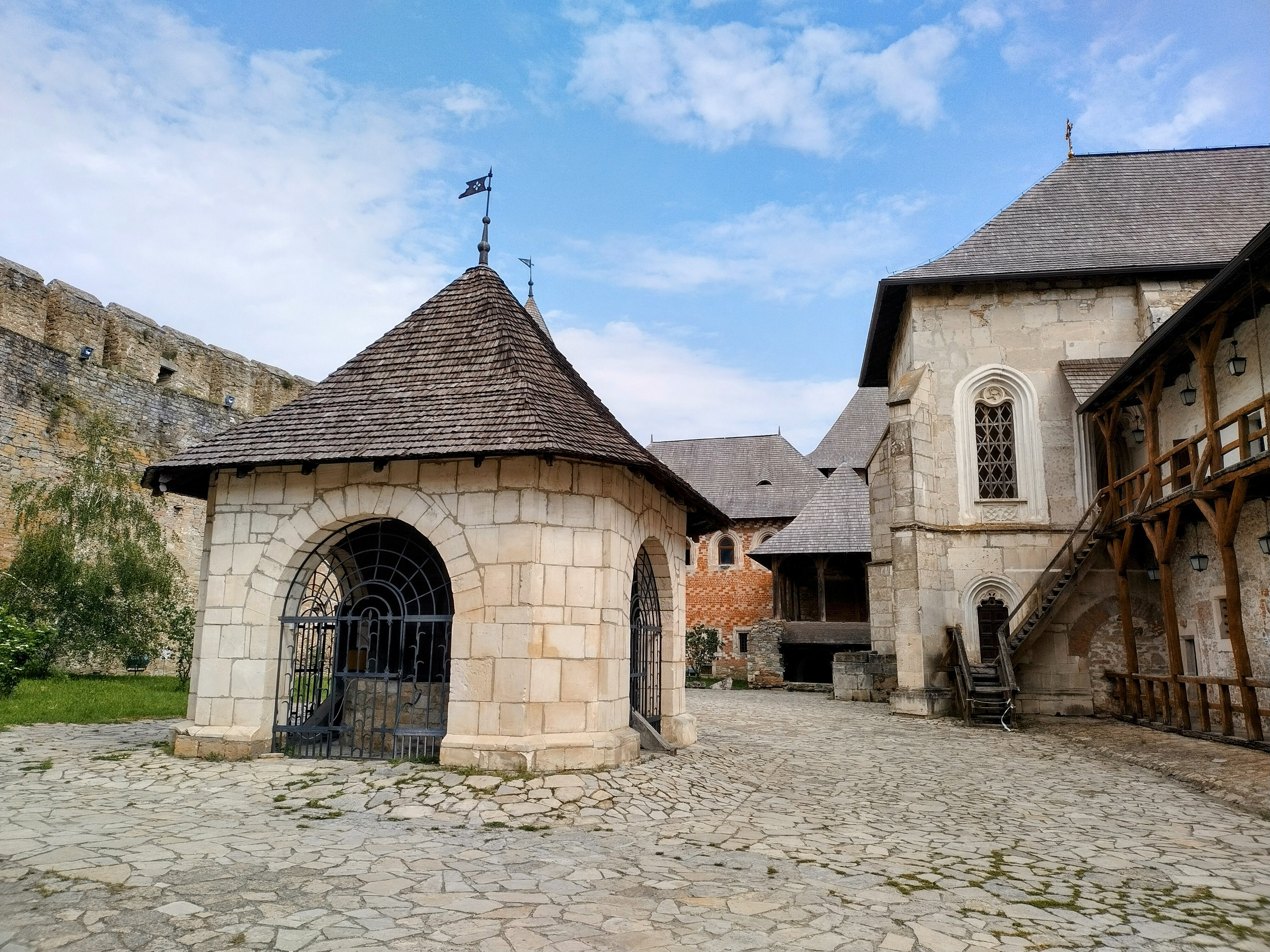
城の井戸

1538年、ホティン地区はヤン・アモル・タルノフスキ指揮下のポーランド王国軍によって占領された。彼らは要塞の三つの塔と西壁の一部を破壊し、爆発物を仕掛けたが、要塞は破壊から救われた。モルダビア王ピョートル4世レアレスは、急いで和平条約を締結し、ポーランド王ジギスムント1世への忠誠を誓った。ポーランド人は占領後、1540年から1544年にかけてホティン城塞を修復しましたが、後にそれを失った。1561年、要塞はポーランドの貴族で冒険家のアルブレヒト・ラスキーが率いる軍隊によって再び占領され、ラスキーの同盟者で新たなモルダビア王となったヤコフ・ワシラキ・ヘラクリッドは、彼に要塞と周囲の集落の使用を許した。アルブレヒト・ラスキーとヤコフ・イラクリドの対立により、ヤコフ・イラクリドはポーランドから要塞を奪ったが、アルブレヒト・ラスキーはそれを許さず、ドミトロ・ヴィシネヴェツキーを加え彼に対する討伐軍を組織することを決定した。1563年、ドミトロ・ヴィシネヴェツキーは500人のコサックを率いて再び要塞を占領し、長期間保持した。
1600年5月、ワラキアとトランシルヴァニアの領主ミハイの軍隊がスチャヴァを占めた後、モルダビア王エレミア・モヒラは、弟のシメオン・モヒラを含む側近たちとともに処刑された。トランシルヴァニアを支配していたポーランド王ステファン・バートリは、当時ポーランドが所有していたホティン要塞に避難した。

### オスマン帝国の支配下

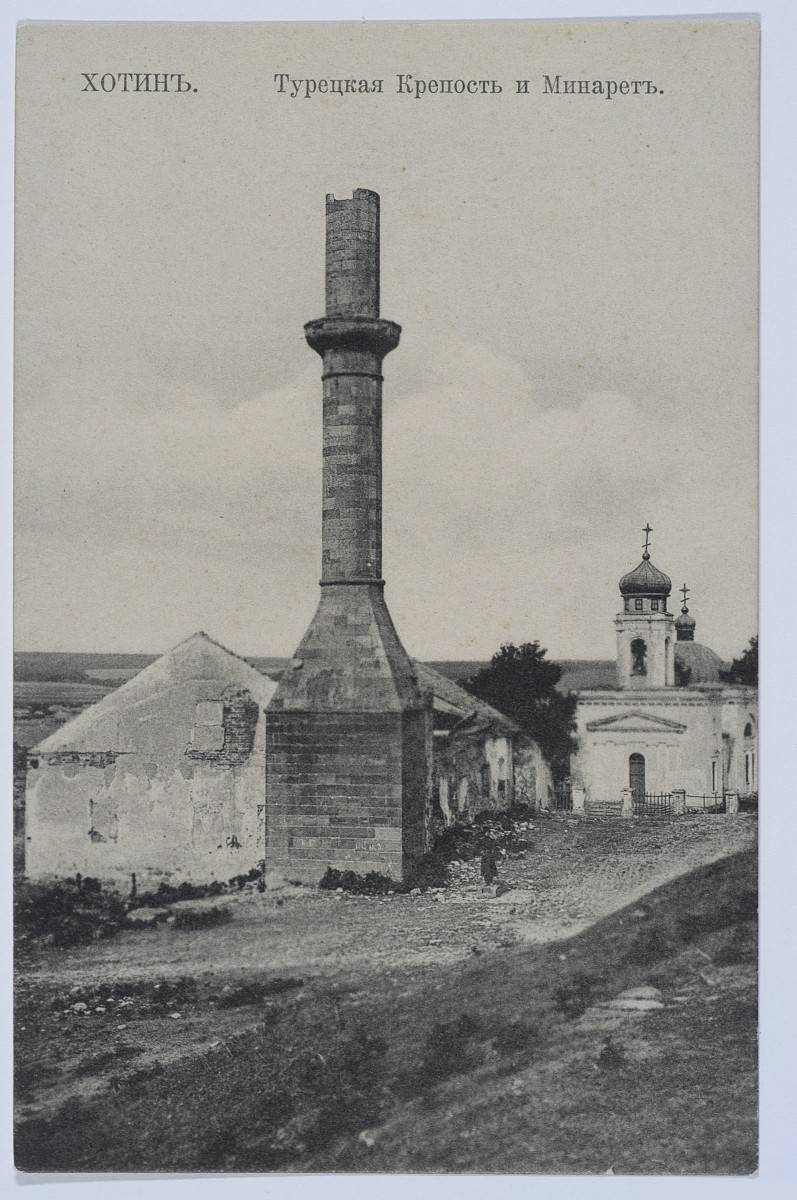
ホティン要塞のミナレット

1615年、ポーランド軍のサミイル・コレツキーとミハイロ・ヴィシネヴェツキー率いる部隊は、ステファン・トムシャに代わってオレクサンドル・モヒラをモルダビア王位につけるため、親ポーランドの偽王者を支持し、再びホティンを占領した。
しかしながら、1617年には、ブシフ和平協定に基づき、ポーランド・リトアニア連邦はモルダヴィアの内政に干渉しないことに同意し、ポーランドの軍はホティンから撤退した。

#### ホティンの戦い（1621年）
1620年、モルダビアの支配者ガスパール・グラツィアーニの求めに応じて、スタニスワフ・ジュウキェフスキ指揮下のポーランド軍が再びホティンを占領しました。同年、ポーランド軍は ツェツォラの戦いでトルコ軍に大敗したが、ホティンは彼らの手に遺った。
1621年10月、軍勢4万の ペトロー・コナシェーヴィチ・サハイダーチヌイと軍勢6万の ヤン・カロル・ホトキェヴィチによるコサック・リトアニア・ポーランド連合軍がホティン近郊で軍勢22万のトルコ・タタール軍との戦いに勝利した。1621年10月8日、オスマン2世はホティン平和協定に署名したが、これはオスマン帝国にとって不利なものだったが、協定によれば、トルコとポーランドの国境は再びドニエストル川を通過することとなり、ポーランドはホティンをトルコ側に返還した。

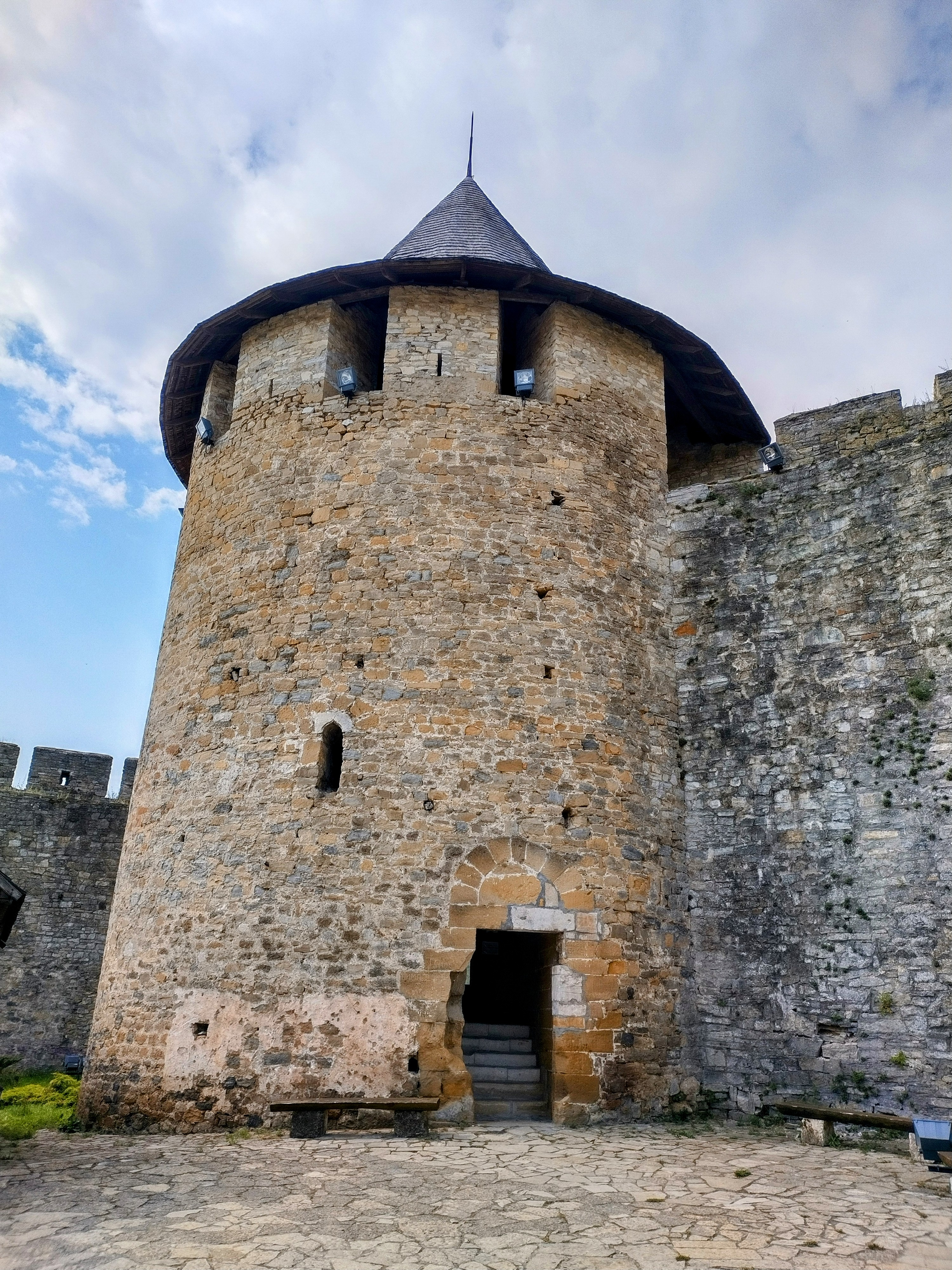
南西塔

1650年の春、ボフダン・フメリニツキーはホティンを一時的に占領した。1653年には、ドニエストル川の左岸で、トルコ軍のホティン守備隊がジヴァネツクの戦いに参加した。

#### ホティンの戦い（1673年）
1673年11月、ポーランド王ヤン3世が率いるポーランド・モルドバ・ウクライナ連合軍がホティン近郊でのトルコ軍との大戦闘に勝利し、要塞を占領した。この勝利の結果、ヤン・ソビエスキは「ホティンのライオン」という呼ばれることとなり、翌年ポーランド・リトアニア連邦の新国王に選出された。しかし、すでに1674年8月初旬に、トルコ軍はホティンを取り戻した。ポーランド軍が再び占領するのは1684年になってからである。
1699年、ポーランド・リトアニア連邦は、カルロヴィッツ条約に従ってホティン要塞をオスマン帝国の保護領下のモルドバ公国に返還した。1710年代以来、ホティンはホティン・ナヒエ、またはホティン・ラヤの中心地としてオスマン帝国の直接統治下にあった。

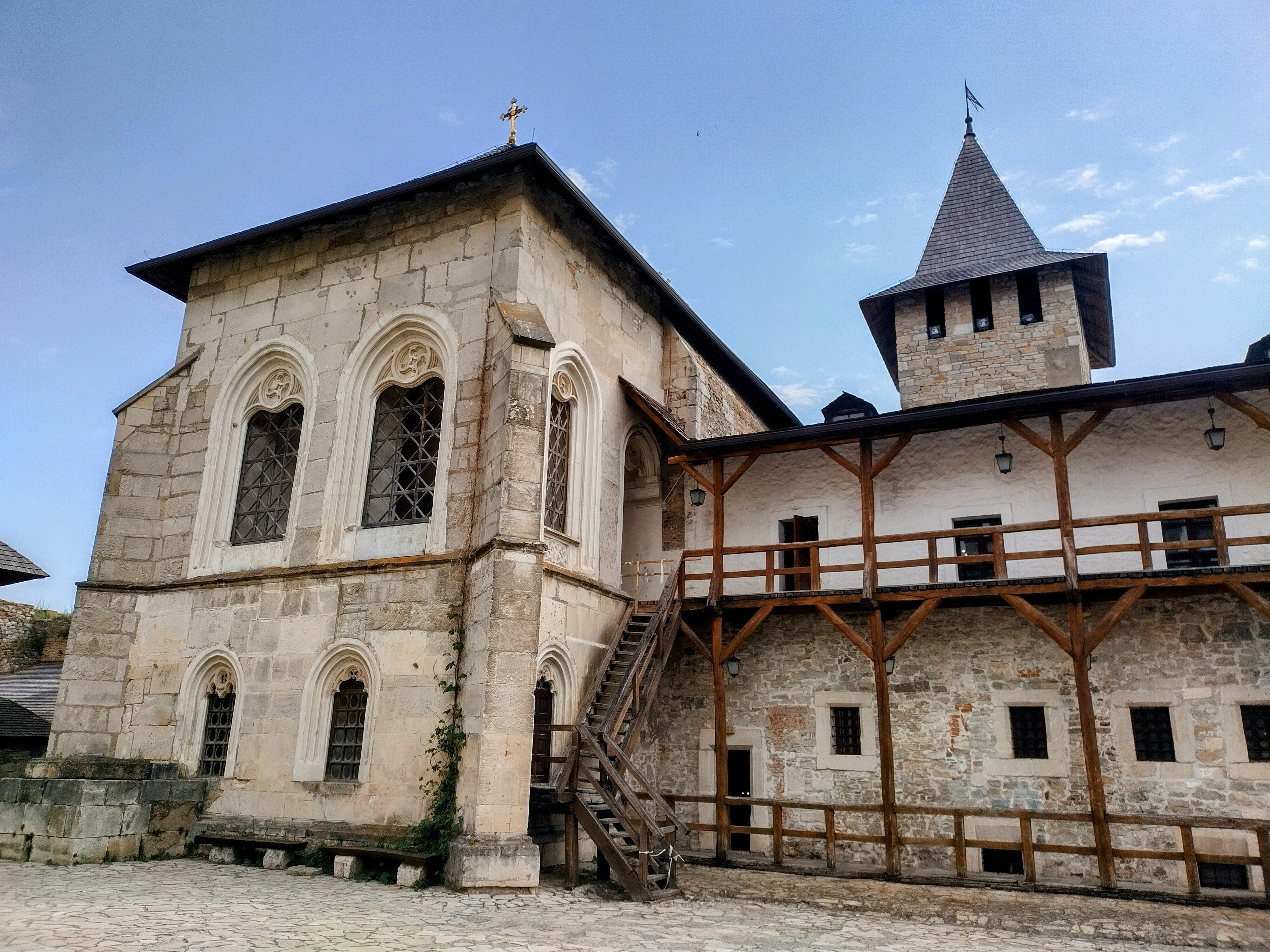
城の教会、兵舎、東の塔

18世紀初頭、モスクワ大公国の脅威に直面したオスマン帝国は、ホティンをドニエストル川の主要前哨基地に変えることを決定した。1711年から1718年にかけて、トルコ人はフランス人技術者を招聘し、ホティン要塞を当時の中東ヨーロッパで最も難攻不落の要塞の一つに変えた。古い城の周囲に新しい要塞が建設され、内部に20,000人の軍隊を収容できるように設計された。要塞の基盤は、切り石で補強した城壁、要塞、広い堀だった。城壁には塔を備えた門が設置された。新要塞にはミナレットのあるモスクも建てられた。
1739年と1769年に、要塞はロシア人によって占領されましたが、1788年にオーストリア人によって、再びトルコ人のものとなった。

#### ホティンの戦い（1788年）

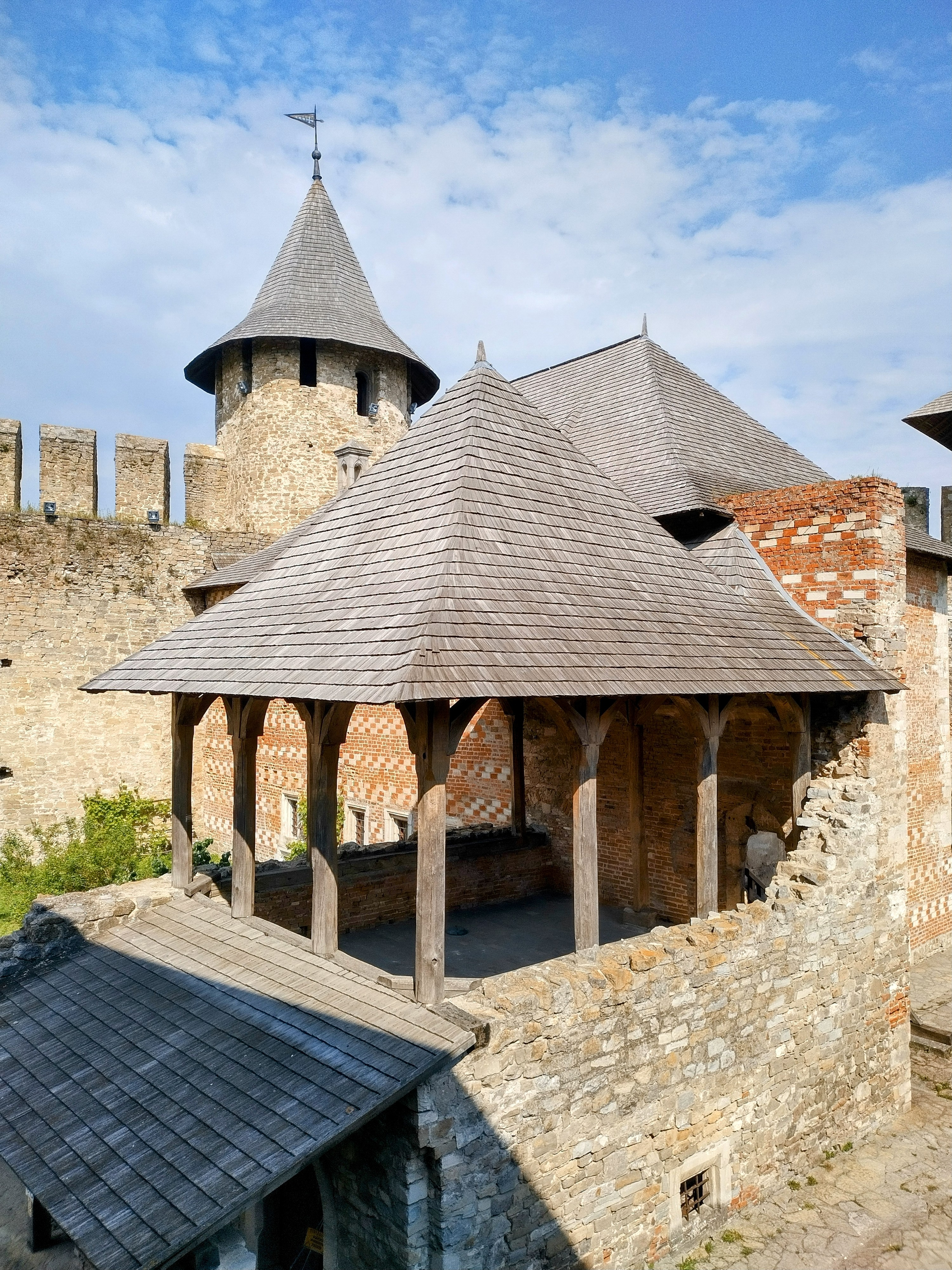
司令官の宮殿と西の塔

1788年、この都市はフリードリヒ王子指揮下のオーストリア軍とイワン・ペトロヴィチ・サルトゥイコフ将軍のロシア軍によって包囲された。市は4か月と8日間包囲されたが、1788年9月19日、オスマン・パシャ司令官のいる都市は降伏した。オスマン・パシャらは城、要塞、市街からすべての兵士とすべての物資を撤去することを許可された。イワン・サルティコフはオスマン・パシャを自分の家に夕食に招待した。オスマン・パシャはソフィア・クリアヴォーネの妹ヘレナの夫であった。ソフィア・クリャヴォネはサルティコフと関係を持っていた。クリアヴォーネはサルトゥイコフを通じてホティン城にいる妹に手紙を届けた。ソフィアの助けなしには、トルコ人はホティンからすべての財産と人々を持ち出すことを許可されなかっただろう。市が降伏した後も16,857人の住民が市内に残り、降伏後8日間の食料が与えられた。
1788年10月1日、オーストリア軍とロシア軍が市内に入ったが、街は人影がなく、かなり荒廃していた。

#### 1788年の要塞の説明
サクソン人の王子フリードリヒ・フォン・ザールフェルトは、当時のこの都市を次のように描写した。
ホティン要塞は 1800 × 730 の四角形で、4 つの門がある。門はヴォジャニ、イスタンブール、ベンダー、コロホフと呼ばれていた。城の中央には宮殿、モスク、トルコ式風呂、多くの店、800 人を収容できる40軒の宿舎がある。市は要塞の上に位置し、要塞自体までパリセイドで囲まれてる。一つの郊外はコンスタンティノープルと呼ばれ、もう一つの郊外はオコピへの道に通じる門の近くにあり、ラムリャと呼ばれていた。二つの郊外の間にはオスマンの庭園があり、柵を越えて広がっていた。ドニエストル川に流れ込む小さな川が、街と要塞を二つの部分に分けていた。都市は木造住宅で建てられいた。要塞には7,000人の軍隊がおり、当時の司令官はオスマンであり、イェニチェリの首長ドルルオグルがそこに住んでいた。彼の兄弟はホティン近郊の小競り合いで殺害された。

### 1812年以来ロシア帝国の統治下にあった

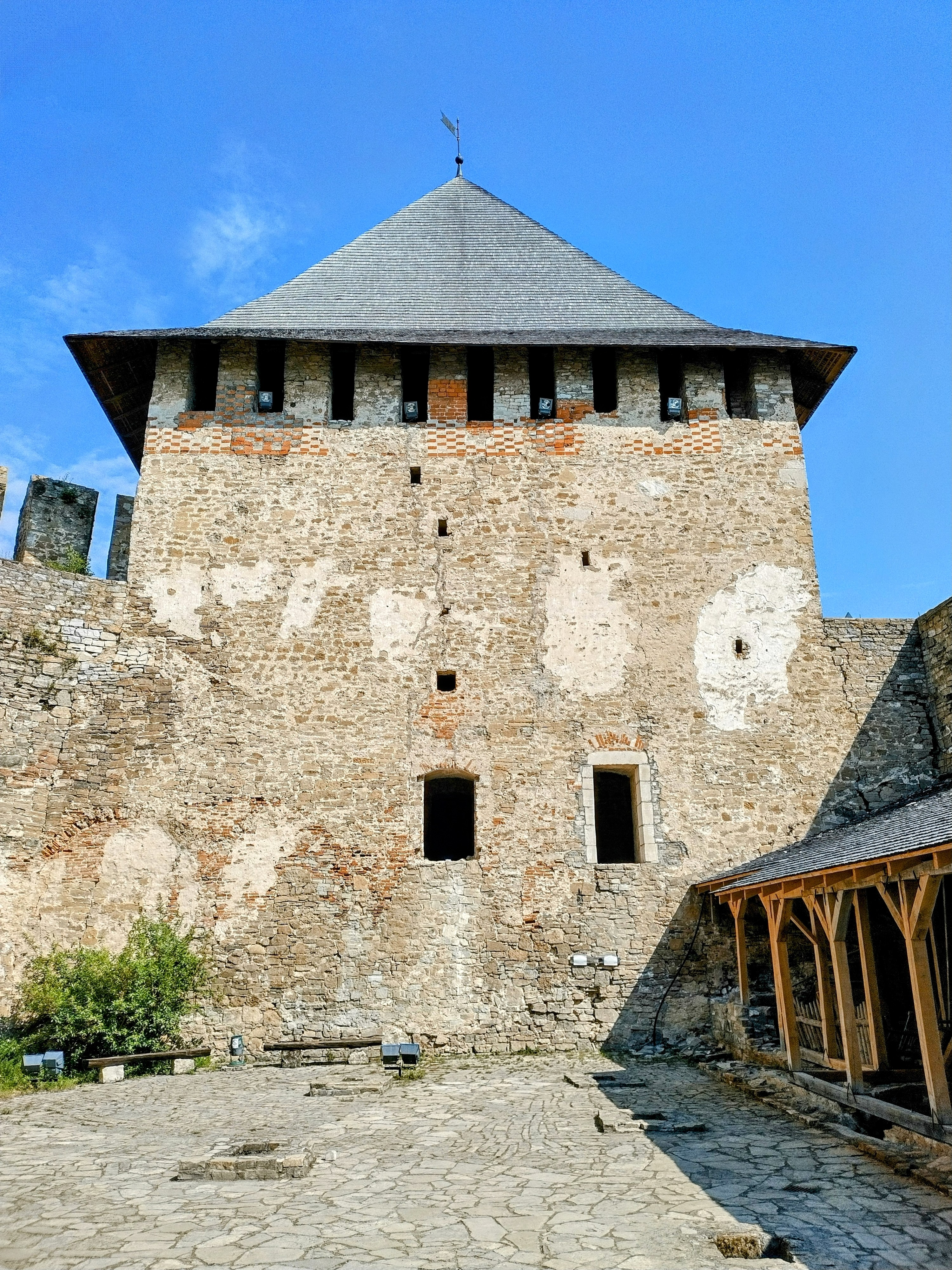
北の塔

1806年に再び露土戦争が勃発し、その際にツァーリ軍はホティン要塞を占領し、1812年のブカレスト条約の締結までそれを保持した。この条約により、ドニエストル川とプルト川の間の地域全体がロシア帝国の一部となり、それにベッサラビアという名前が与えられた。19世紀前半には、ホティン要塞は依然として軍事部門の監督下にあり、修復作業が行われ、防御構造が再建された。しかし、要塞はかつての防衛上の重要性を失い、市当局に引き渡された。

## 現在の状況
1963年8月24日、要塞の複合建築物はウクライナ・ソビエト社会主義共和国の建築記念碑（保護番号803）として指定された。この指定により、建築物は科学施設や博物館の展示施設として利用可能となった。

### 歴史的および建築的保護区
2000年10月12日、チェルニウツィ地方州政府の提案に基づき、ウクライナ政府は決議第1539号によって、ホティン要塞の建物群を国家歴史建築保護区となった。
2011年10月20日、政府は命令により、予備金をウクライナ文化省の管理下に移管しました。
保護区の総面積は16.2828ヘクタールである。

## 写真

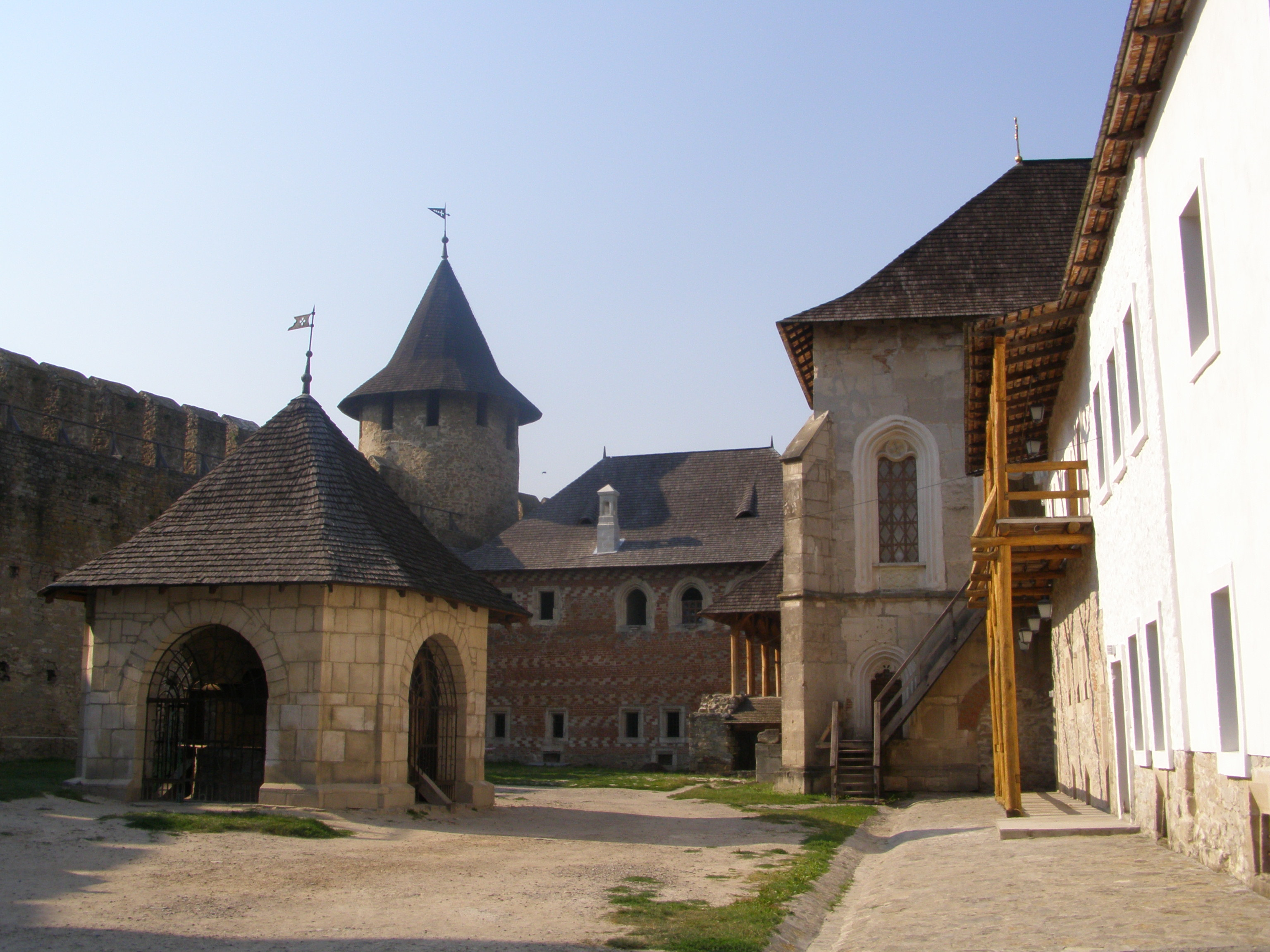
中庭
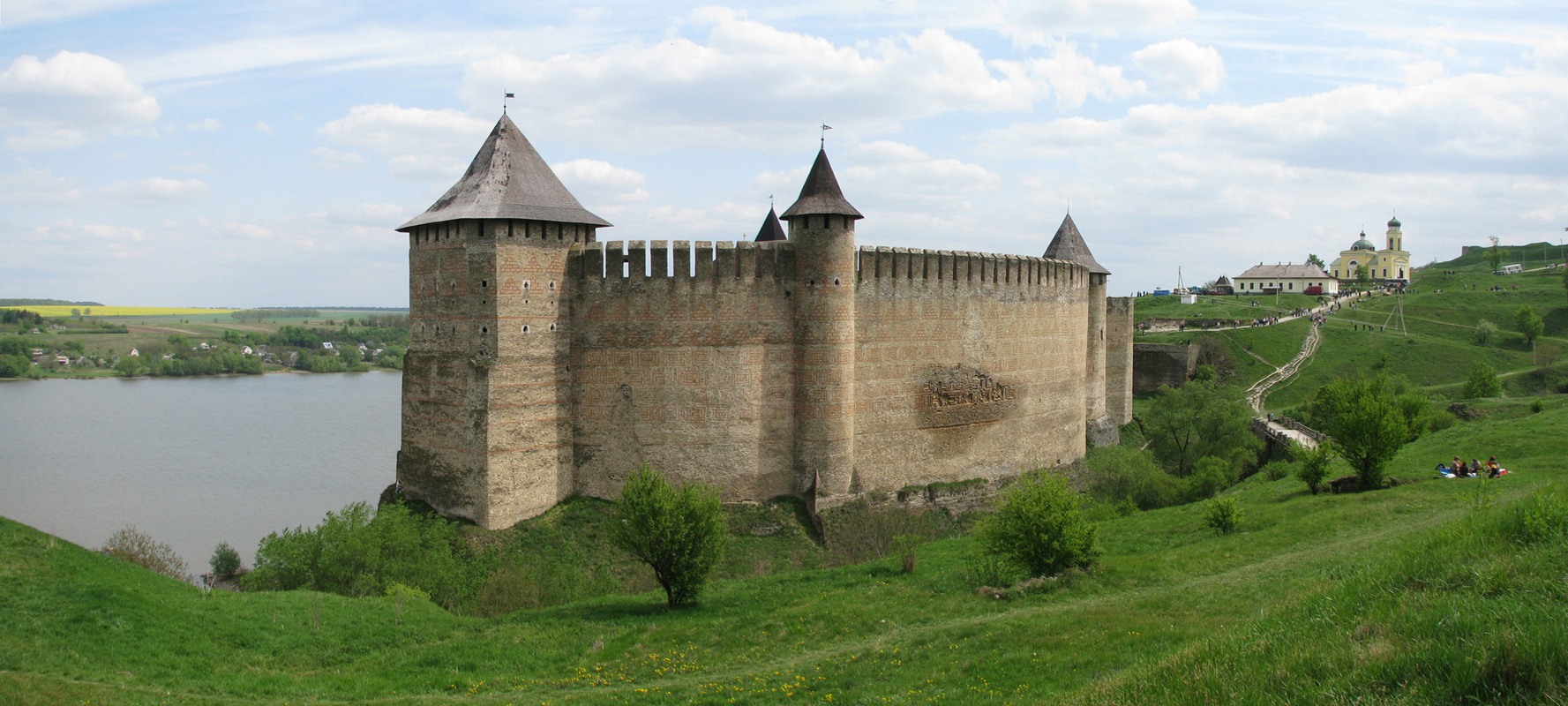
一般の見かけ
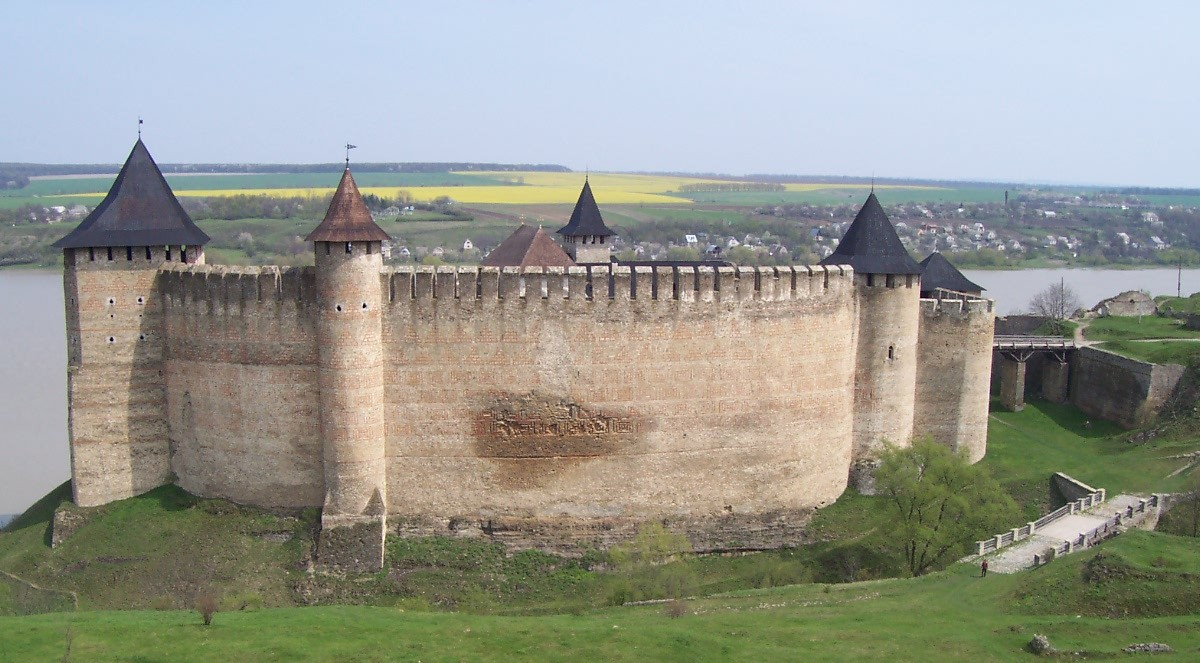
ホティン城の全景
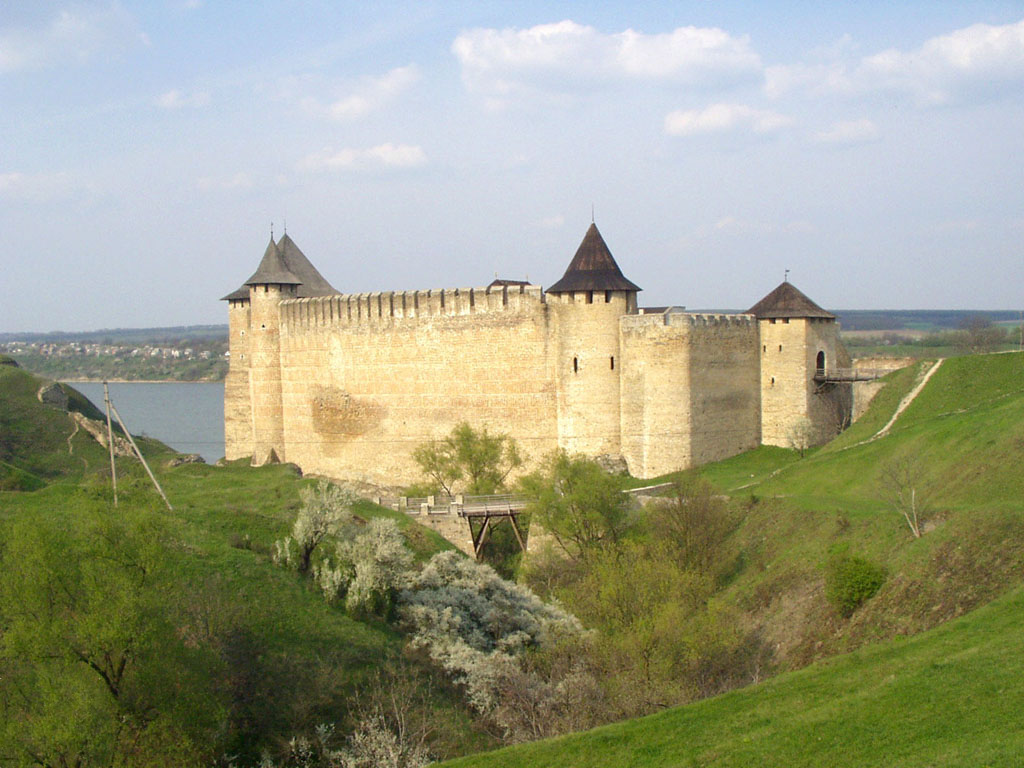
ホティン城へのアプローチにある橋と自然の障害物
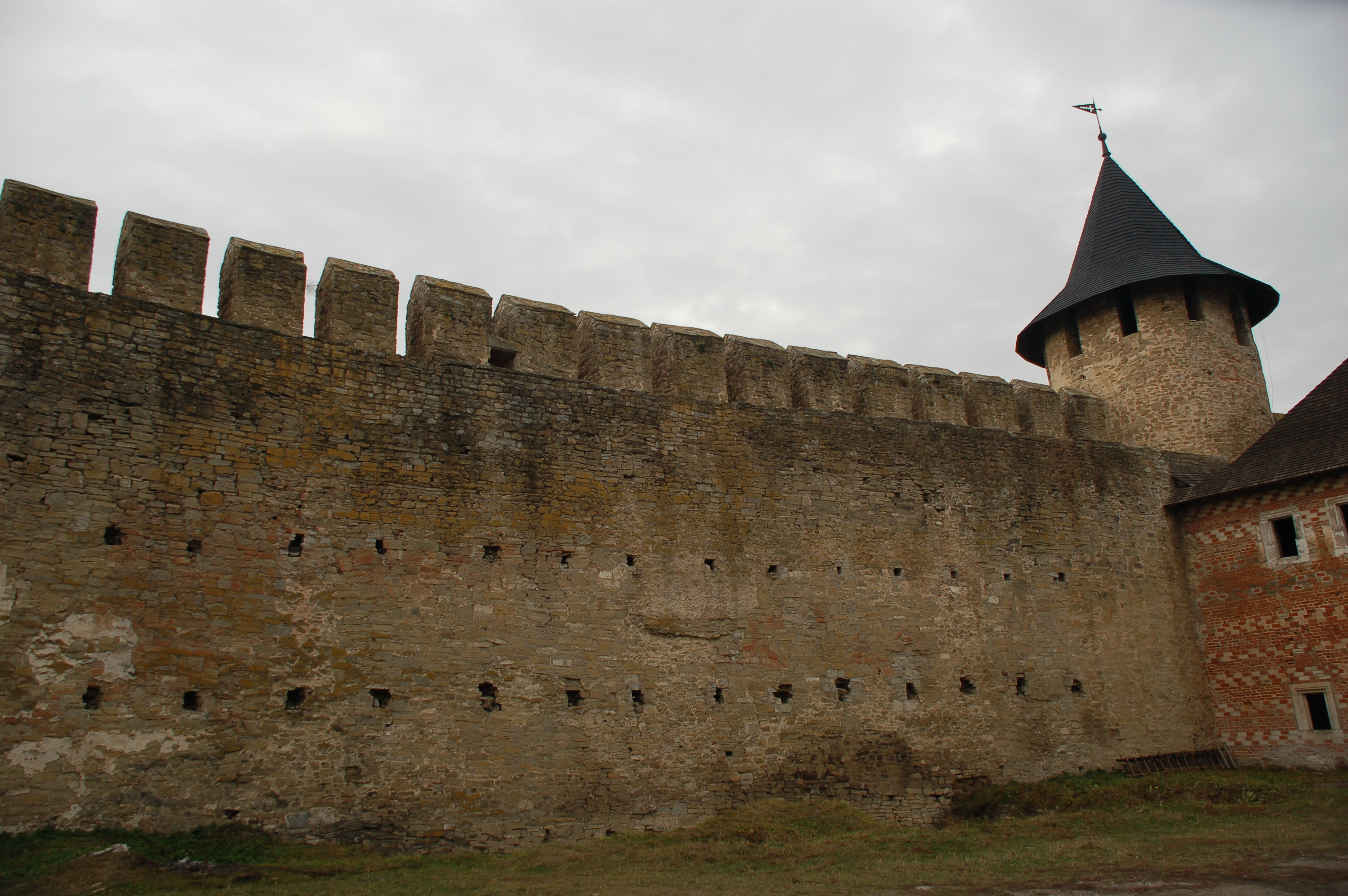
ホティン城の中庭の壁
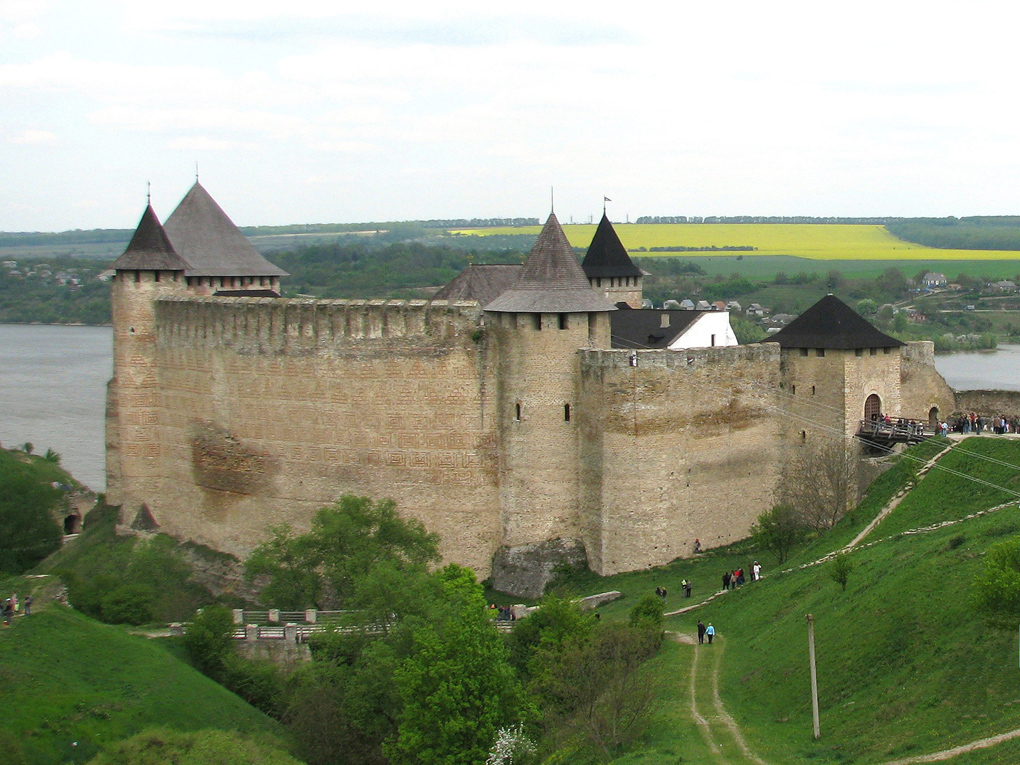
コーティン城
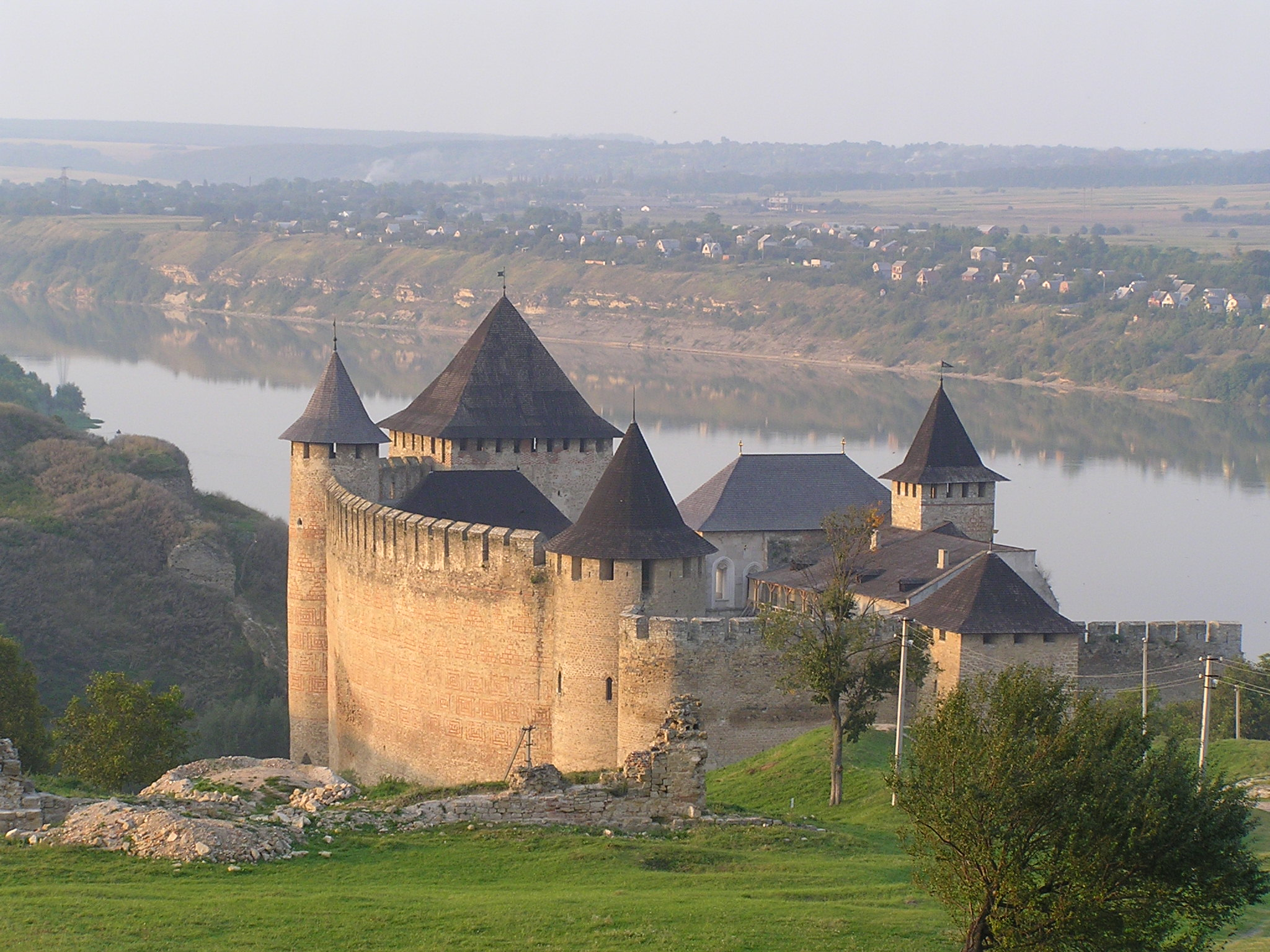
2006年フォトコンテスト「Viki Loves Sights 2012」優勝（3位）
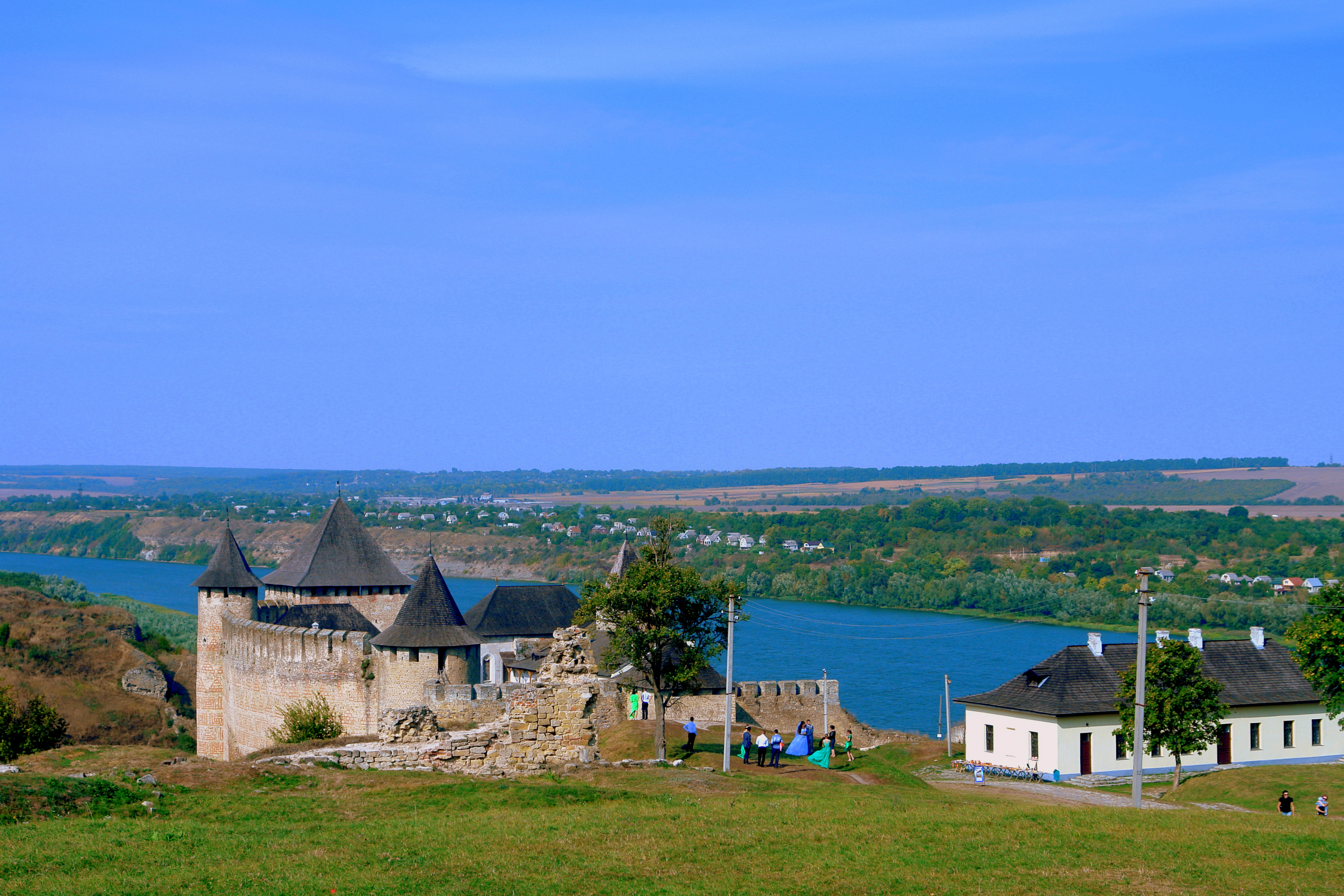
ホーティン要塞
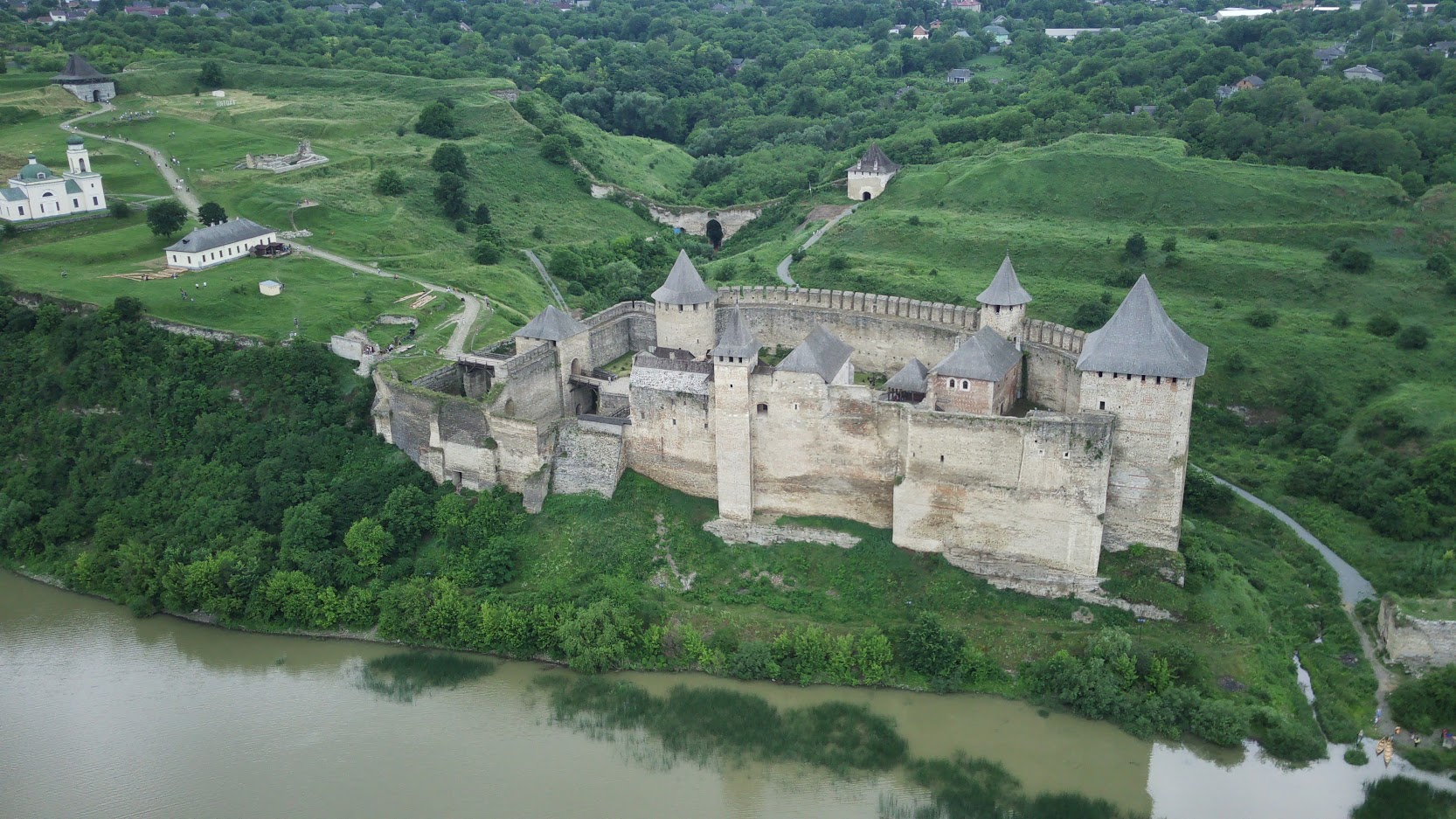
ドニエストル川のホティン要塞
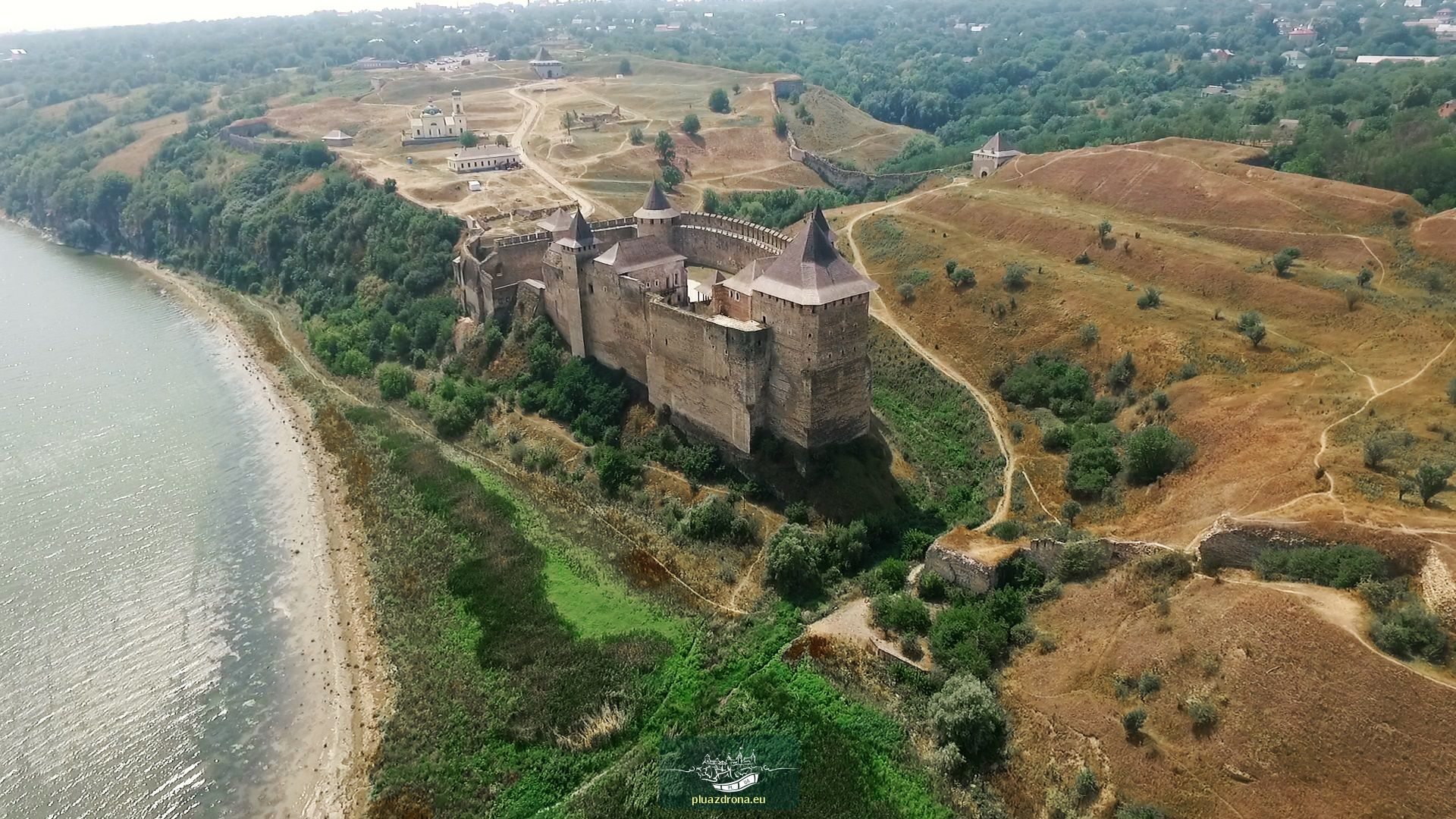
ドローンから見たホティン要塞
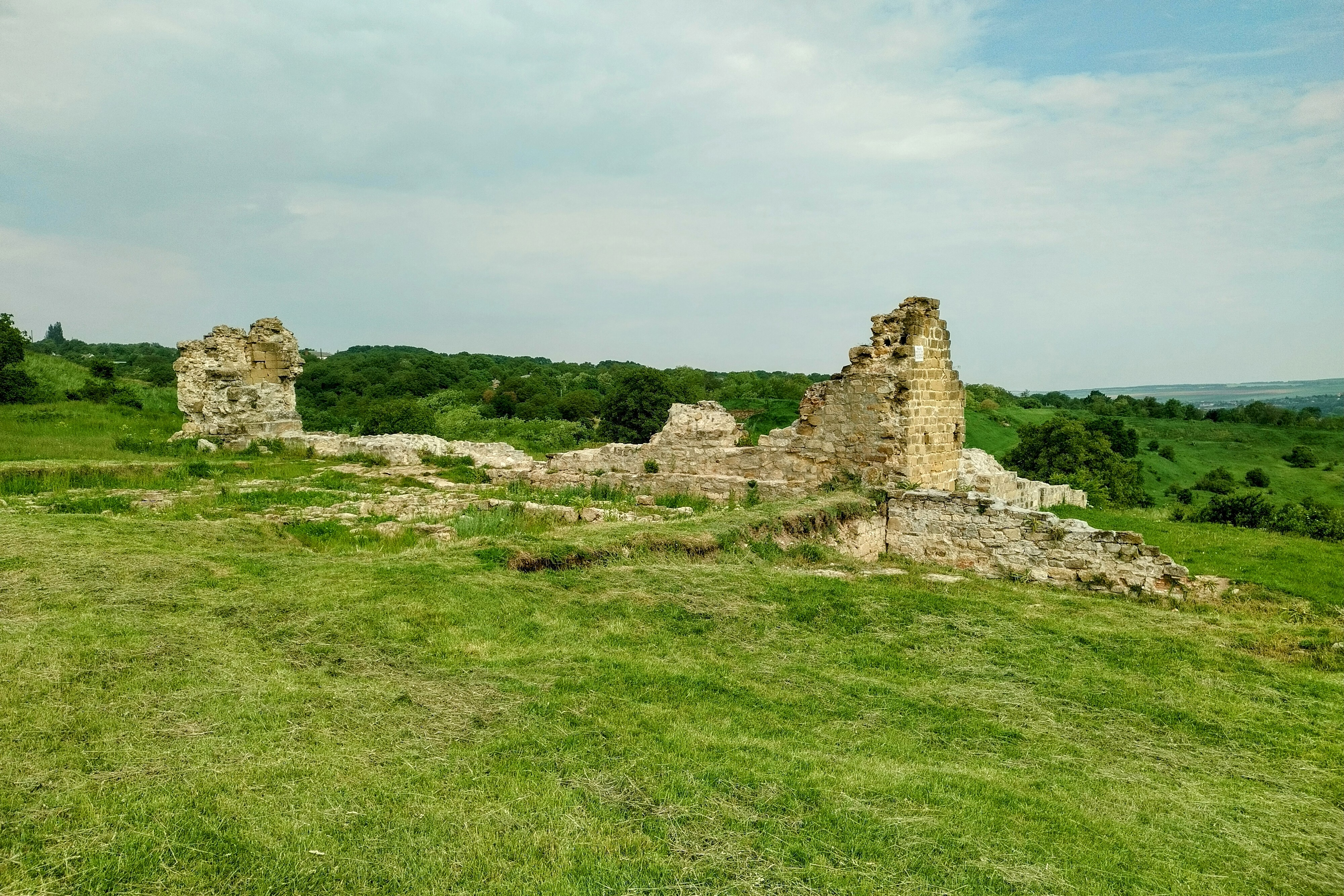
遺跡
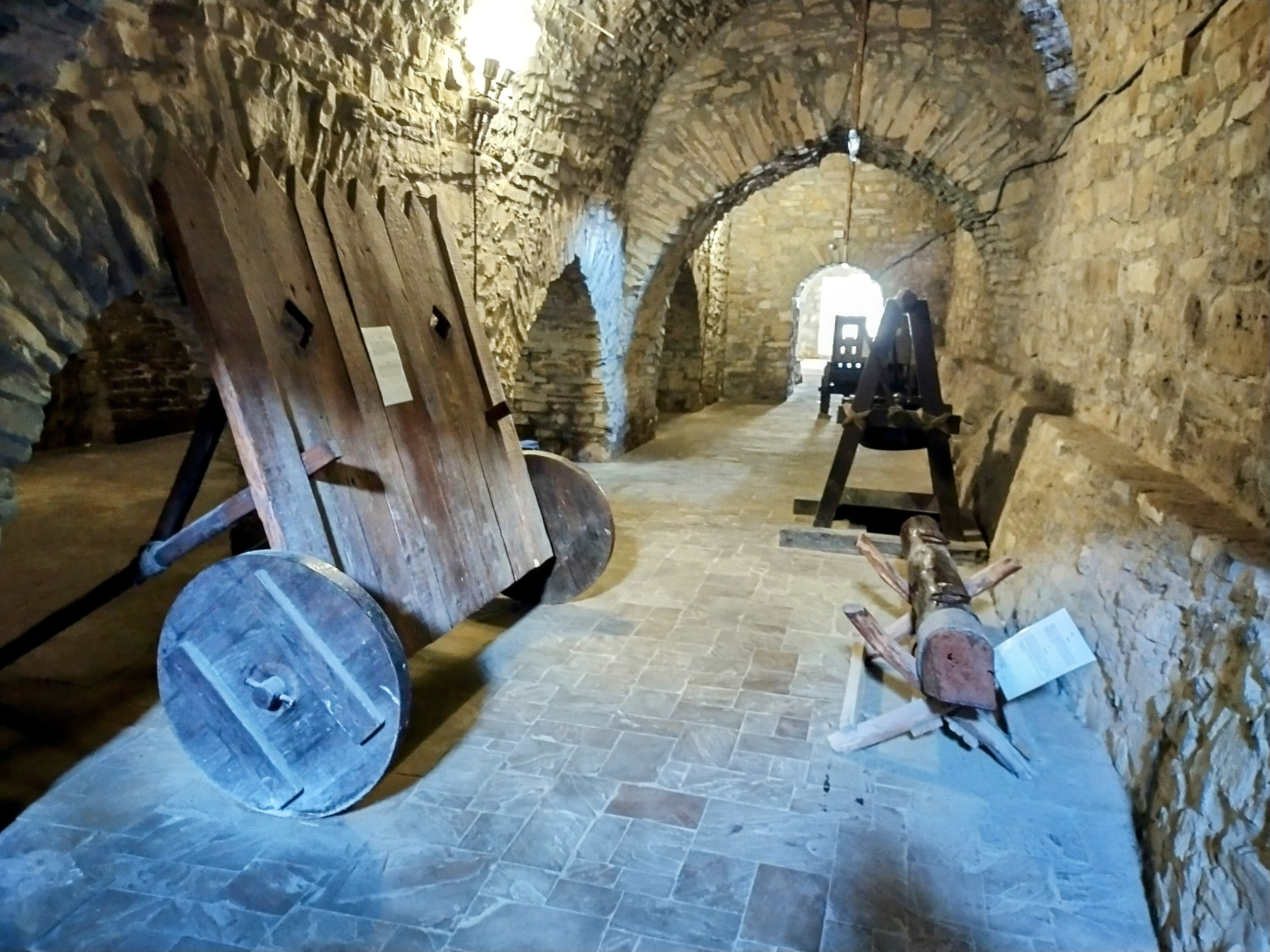
アーセナル

展覧会「ホティン州のトリピル文化の名所」
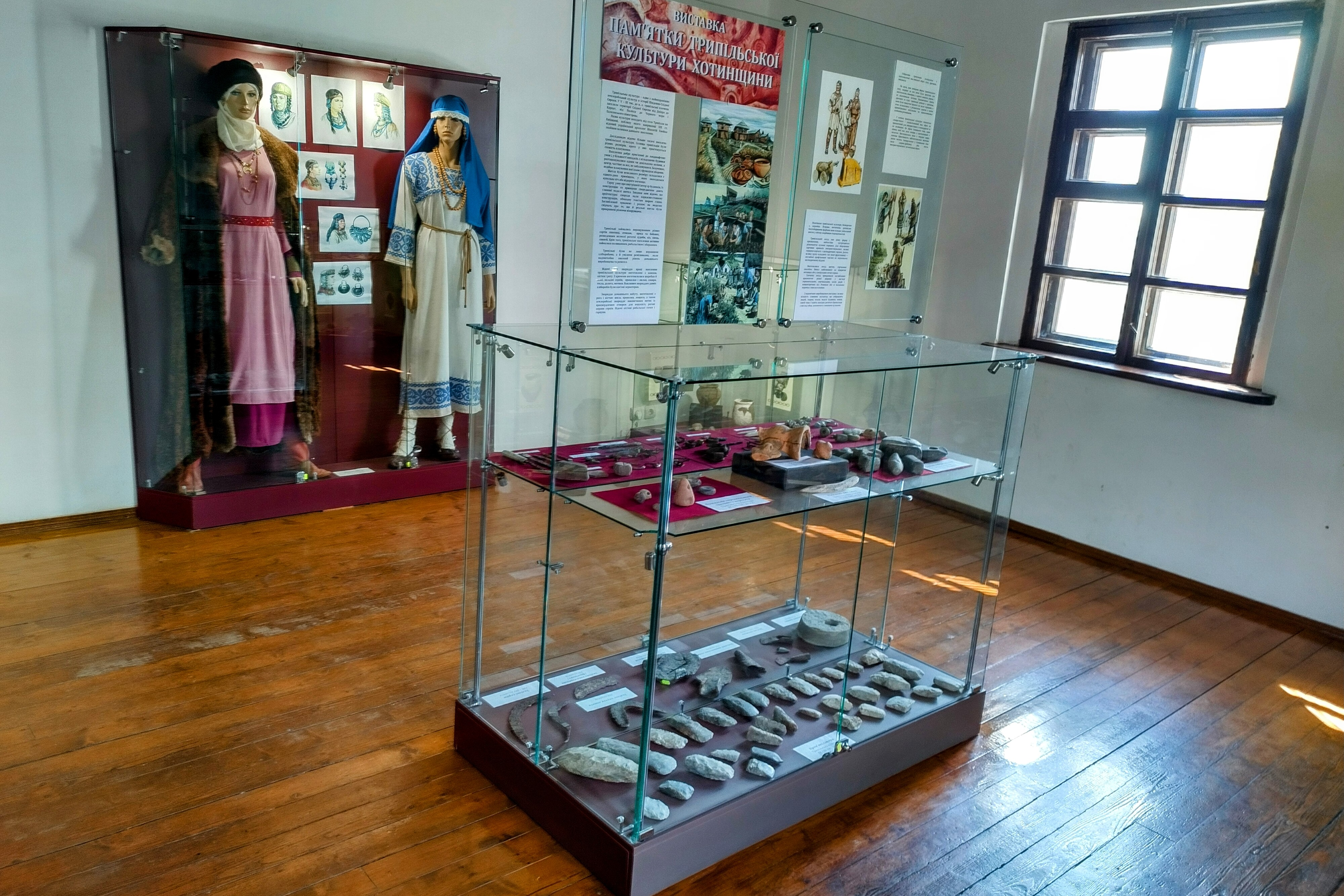
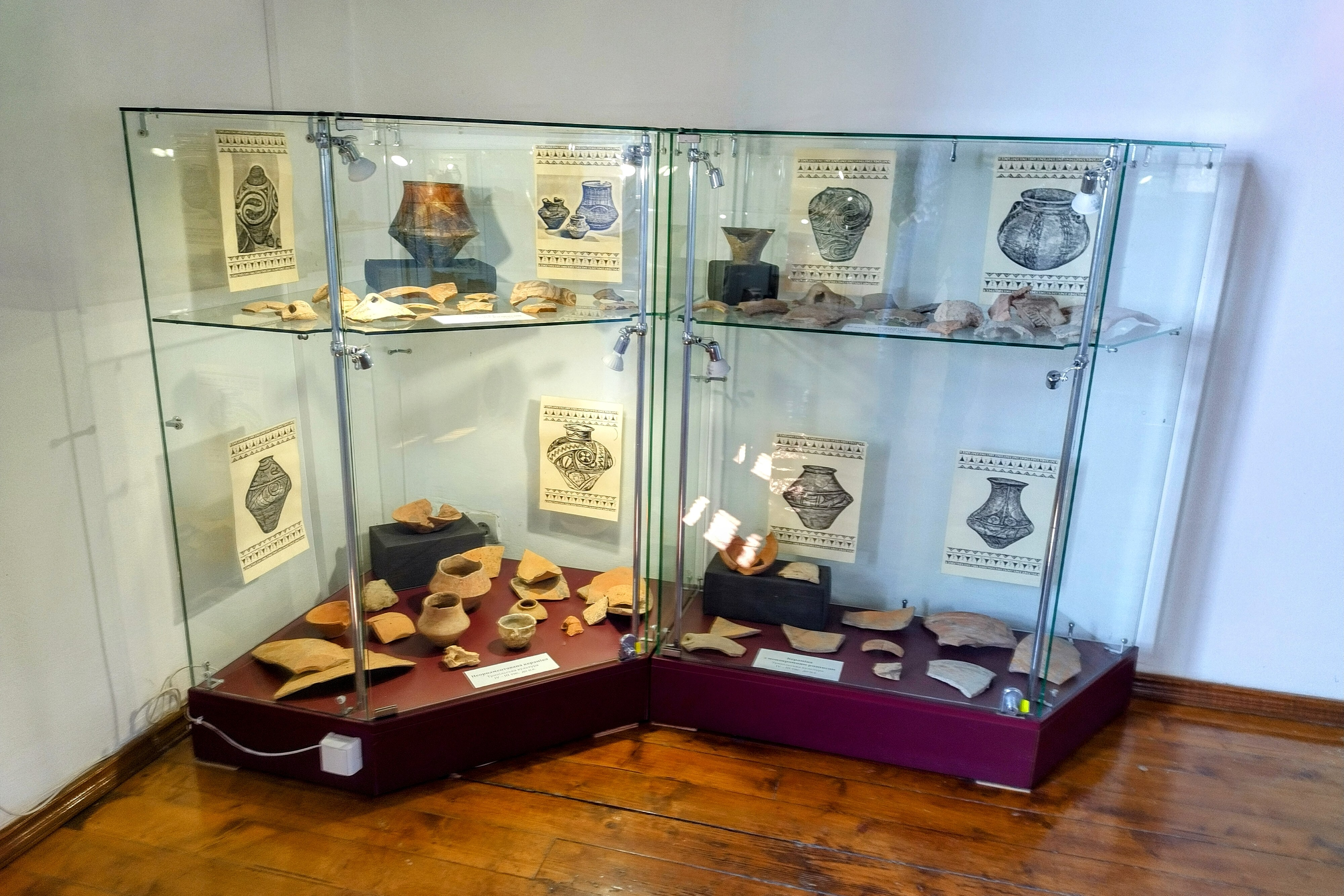
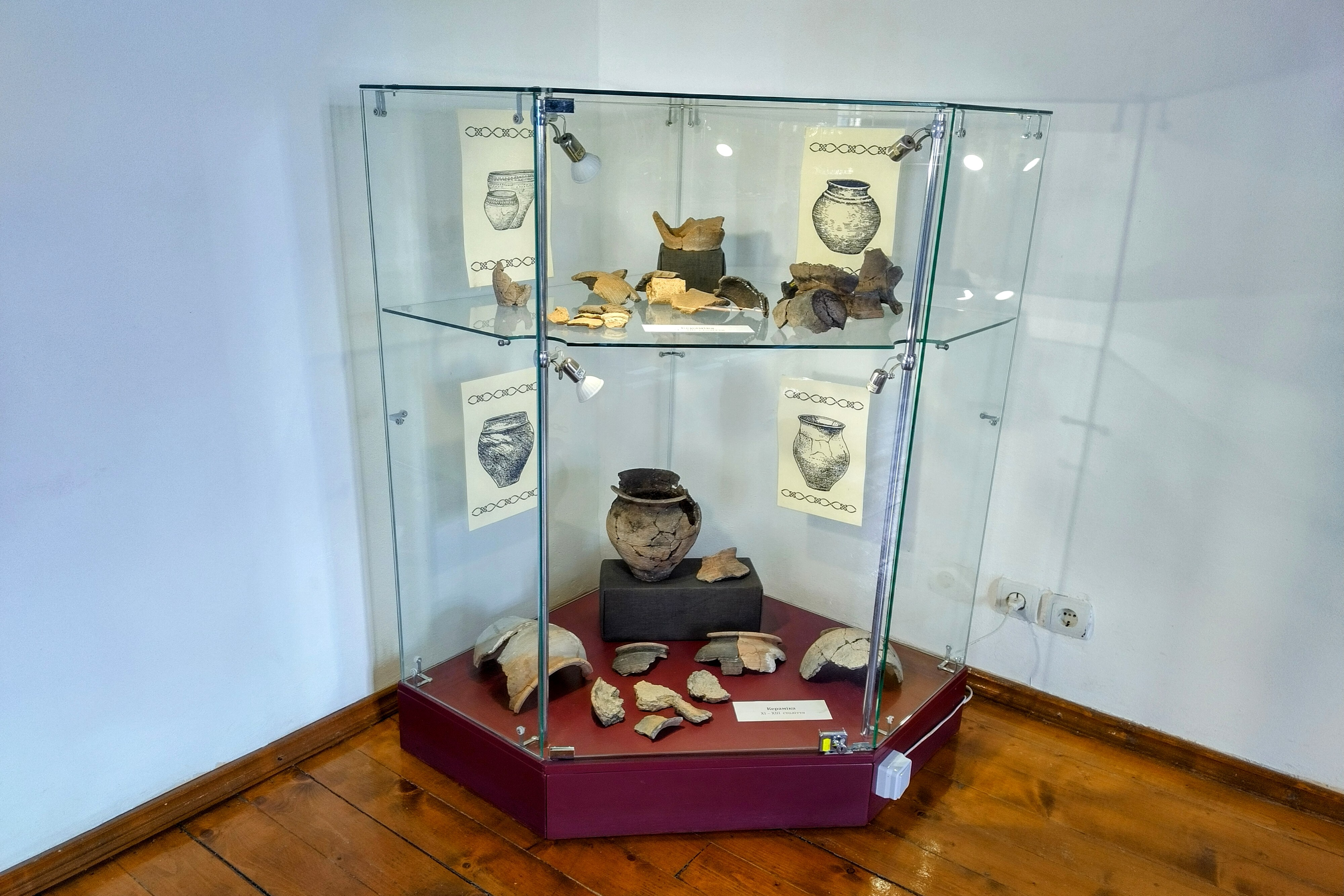

### ホティン要塞のパノラマ
- コーティン城
- 夕焼けの風景
- ホティン要塞とドニエストル川

### 芸術におけるホティン要塞
当地では、ここでコサックの勝利の休日を祝う。
2010年と2011年には、歴史的な中世の戦い「バトル・オブ・ネイションズ」に関する国際フェスティバルが、ホティン要塞の領土で開催された。2012年、主催者はワルシャワでフェスティバルを開催することを決定した。
最近、この要塞はGoogle ストリートビューで閲覧できるようになった。

## 芸術におけるコーティン
- ホーティンの戦い (1673)
- ホーティンの戦い (1621)
- ホティンの戦いにおけるヤン 3 世 ソビエスキー(1673)
- ホティンの下 (1621)ジョゼフ・ブラント
- 1621 年平和条約フランシスコ・スムグレヴィチ(1785)
- 1621 年平和条約フランシスコ・スムグレヴィチ(1785)
- ホティン近くのキャンプでのヤン・カロル・ホドキェヴィチの死
- ホティンの戦いを背景にしたウラジスラフ 4 世ヴァーサ(1624 年)
- ホティン近郊のスタニスラフ・リュボミルスキー(1647)
- ホティンの戦い後のジギスムント 3 世ヴァーサの栄光

## 脚註